# Горбань, Василий Моисеевич
Васи́лий Моисе́евич Горба́нь (12 марта 1918, Федосеевка, Оренбургская губерния — 9 мая 1977, Москва) — советский офицер-танкист в Великой Отечественной войне и военачальник в послевоенное время. Герой Советского Союза (1945). Генерал-лейтенант танковых войск (1967).

## Биография
Родился 12 марта 1918 года в селе Федосеевка (ныне Кувандыкский район Оренбургской области) в многодетной крестьянской семье. Окончил Орское педагогическое училище. Работал в совхозе «Акжарский» Домбаровского района комбайнером.

## Довоенная служба
В октябре 1937 года призван в Красную Армию на срочную службу. Служил на артиллерийском полигоне Приволжского военного округа. В июне 1938 года по собственному желанию из войск поступил в военное училище. В 1939 году окончил Саратовское бронетанковое училище. Направлен в распоряжение начальника бронетанковых войск 9-й армии, участвовал в советско-финской войне 1939—1940 годов. С марта 1940 года командовал танковым взводом в 59-м танковом полку 59-й моторизованной дивизии, с августа 1940 года — в 5-й танковой дивизии. Дивизия входила в состав Прибалтийского Особого военного округа и дислоцировалась в Литовской ССР.
В 1941 году женился на Ольге Фёдоровне Калиновской (1921—2010), участнице Великой Отечественной войны, будущем враче-гинекологе, с которой прожил всю оставшуюся жизнь. Член КПСС с 1943 года.

## Великая Отечественная война
В первый день Великой Отечественной войны вступил в бой на Северо-Западном фронте. Участвовал в Прибалтийской стратегической оборонительной операции, в том числе в сражении за Алитус 22—23 июня 1941 года и в Расейняйском сражении. Чудом остался живым в этих кровопролитных боях, когда дивизия осталась полностью без техники и потеряла более половины личного состава, пытаясь остановить основной танковый удар группы армий «Север» в Прибалтике.
С августа 1941 — командир танковой роты 42-го отдельного танкового батальона 8-й армии Северного фронта. С декабря 1941 — заместитель командира роты 12-го запасного танкового полка (Ленинградский фронт), с января 1942 года — командир танковой роты 86-го отдельного танкового батальона Ленинградского фронта. Участник битвы за Ленинград. В августе 1942 года был тяжело ранен. После излечения в госпитале в Ленинграде с декабря 1942 года командовал танковой ротой 48-го отдельного танкового батальона 152-й танковой бригады Ленинградского фронта. С 2 января 1943 года — командир роты тяжелых танков 222-й танковой бригады, с мая 1943 — заместитель командира танкового батальона этой бригады. С октября 1943 года — командир роты резерва офицерского состава 12-го учебного танкового полка. С февраля 1944 года — командир 48-го отдельного танкового батальона 152-й танковой бригады. С 2 апреля 1945 года — командир 59-го отдельного танкового полка 59-й армии. Воевал на Ленинградском, Белорусском, 1-м Украинском фронтах. Трижды ранен.

### Подвиг
Выдающийся подвиг совершил в ходе Таллинской операции — составной части Прибалтийской стратегической наступательной операции.
Василий Моисеевич Горбань, с 17 по 22 сентября 1944 года, во главе передового отряда подвижной танковой группы вёл бои по прорыву обороны противника юго-западнее города Тарту, за овладение железнодорожной станцией Раквере, опорных пунктов и узлов сопротивления Магдалэна, Раэствэре, Паэсвэре, Симуна, морским портом Хаапсалу и за освобождение города Таллина. 18 сентября танкисты во главе с майором устремились к железнодорожной станции Раквере, где натолкнулись на сильно укреплённый рубеж. Головной танк комбата был подожжён. Под огнём противника Горбань, рискуя жизнью, выскочил из горящей машины и на ходу забрался в другой танк, открыл огонь по врагу, уничтожив находившиеся в засаде два самоходных орудия фашистов вместе с их экипажами. 20 сентября в районе станции Расику Горбань вёл передовой отряд танковой группы и настиг прикрывающиеся части и обоз противника. Гитлеровцы, пытаясь прикрыть свои отходящие части, закрыли дорогу разбитыми танками, бронетранспортёрами, орудиями и всё это подожгли. При подходе к горящему укреплению передовой отряд остановился. Майор же на своём танке вырвался вперёд, таранил завал, разбил его и открыл дорогу своему отряду. Стремительно преследуя врага, танкисты настигли колонну 150 бронетранспортёров, автомашин и повозок с вооружением, боеприпасами и различным военным имуществом и напали на вражескую колонну. С первых же выстрелов было подожжено около десятка бронетранспортёров и автомашин. Среди гитлеровцев поднялась паника. Солдаты и офицеры бросали технику и разбегались. В это время советские танкисты продолжали уничтожать автомашины и повозки, расстреливать оставшихся в живых гитлеровцев. Покончив с этой колонной, майор Горбань стремительно ринулся вперёд, ворвался на мост, уничтожил группу гитлеровцев, пытавшихся взорвать его. Командир повёл свой танк на Таллин, увлекая за собой передовой отряд. Танк, управляемый майором, на предельных скоростях, стреляя на ходу, первым ворвался на центральную площадь города. Пулемётно-пушечным огнём экипаж уничтожил более 150 гитлеровцев, рассеял противника, пытавшегося скрыться из Таллинского порта.
Звание Героя Советского Союза В. М. Горбаню присвоено 24 марта 1945 года за отвагу, мужество и умелое руководство танковым батальоном в бою за освобождение Таллина.

## Послевоенная служба
В послевоенные годы Василий Моисеевич продолжал службу в Советской Армии. С июля 1945 года командовал отдельным танковым батальоном в 52-м механизированном полку 15-й механизированной дивизии Центральной группы войск (Австрия). В октябре 1946 года был направлен на учёбу. Окончил Военную академию бронетанковых и механизированных войск Советской Армии имени И. В. Сталина в 1951 году. С мая 1951 года служил начальником оперативного отделения управления командующего бронетанковыми и механизированными войсками Северной группы войск (Польша), с декабря 1951 года — начальником штаба 20-й танковой дивизии. С ноября 1954 — вновь на учёбе.
Окончил Высшую военную академию имени К. Е. Ворошилова в 1956 году. С ноября 1956 года служил в Группе советских войск в Германии в должности командира 31-й танковой дивизии. С июля 1961 года — начальник отдела боевой подготовки, а с июля 1964 года — начальник штаба 5-й гвардейской танковой армии в Белорусском военном округе. С августа 1966 года — командующий 3-й общевойсковой армией в ГСВГ. С августа 1969 года — первый заместитель командующего войсками Киевского военного округа. С ноября 1974 года — помощник представителя Главнокомандующего Объединённых Вооружённых Сил стран — участниц Варшавского договора в Национальной Народной армии Германской Демократической Республики.

## Смерть
Умер 9 мая 1977 года в Москве после тяжёлой болезни. Похоронен на Преображенском кладбище. В одной могиле с ним похоронены его супруга, свояченица (и подопечная) и свояк Ю.Ф. Морозов.

## Воинские звания
- лейтенант (31.12.1939)
- старший лейтенант (3.11.1941);
- капитан (17.05.1942);
- майор (10.04.1944);
- подполковник (15.02.1946);
- полковник (3.01.1952);
- генерал-майор танковых войск (18.02.1958);
- генерал-лейтенант танковых войск (25.10.1967).

## Награды
- Герой Советского Союза (24.03.1945)[4]
- Два ордена Ленина (24.03.1945, 31.10.1967)
- Два ордена Красного Знамени (22.08.1944, 21.02.1974)
- Орден Суворова 3-й степени (7.04.1945)
- Орден Александра Невского (26.06.1944)
- Два ордена Отечественной войны 1-й степени (22.01.1945, 9.02.1945)
- Орден Отечественной войны 2-й степени (31.03.1943)
- Два ордена Красной Звезды (9.03.1944, 20.04.1953)
- Медали СССР, в том числе:
- Медаль «За боевые заслуги» (6.11.1947)
- Медаль «За оборону Ленинграда»
- Медаль «За освобождение Праги»
- Иностранные ордена и медали, в том числе:
- Боевой орден «За заслуги перед народом и Отечеством» (ГДР)
- Медали Чехословакии, Польши, Монголии.